# Odontomelus parabinervis
Odontomelus parabinervis är en insektsart som beskrevs av Nicholas David Jago 1995. Odontomelus parabinervis ingår i släktet Odontomelus och familjen gräshoppor. Inga underarter finns listade i Catalogue of Life.